# Australian Championships 1930
Die 23. Australian Championships waren ein Tennis-Rasenplatzturnier der Klasse Grand Slam, das von der ILTF veranstaltet wurde. Es fand vom 18. bis 25. Januar 1930 in Melbourne, Australien statt.
Titelverteidiger im Einzel waren Colin Gregory bei den Herren sowie Daphne Akhurst bei den Damen. Im Herrendoppel waren Jack Crawford und Harry Hopman, im Damendoppel Daphne Akhurst und Louie Bickerton die Titelverteidiger. Im Mixed waren Daphne Akhurst und Edgar Moon die Titelverteidiger.

## Dameneinzel
| Nr. | Spielerin       | Erreichte Runde |
| --- | --------------- | --------------- |
| 01. | Daphne Akhurst  | Sieg            |
| 02. | Louie Bickerton | Halbfinale      |
| 03. | Sylvia Harper   | Finale          |
| 04. | Marjorie Cox    | Halbfinale      |

## Damendoppel
| Nr. | Paarung                              | Erreichte Runde |
| --- | ------------------------------------ | --------------- |
| 01. | Daphne Akhurst Louie Bickerton       | Halbfinale      |
| 02. | Marjorie Cox Sylvia Harper           | Finale          |
| 03. | Emily Hood Margaret Molesworth       | Sieg            |
| 04. | Katherine Le Mesurier Dorothy Weston | Halbfinale      |

## Mixed
| Nr. | Paarung                               | Erreichte Runde |
| --- | ------------------------------------- | --------------- |
| 01. | James Willard Louie Bickerton         | Halbfinale      |
| 02. | John Grinstead Margaret Molesworth    | Viertelfinale   |
| 03. | Edgar Moon Daphne Akhurst             | Halbfinale      |
| 04. | Donald Turnbull Katherine Le Mesurier | Achtelfinale    |